# جنيفر إيلي
جنيفر إيلي (بالإنجليزية: Jennifer Elie)‏ مواليد 22 سبتمبر 1986 في نيويورك، هي لاعبة كرة مضرب أمريكية بدأت مسيرتها كمحترفة سنة 2003 تلعب باليد اليمنى وتحتل حالياً المرتبة رقم. 415 (فبراير 8, 2016) في تصنيف رابطة محترفات كرة المضرب. أعلى تصنيف لها في الفردي كان المركز الـ 286 في سنة 2013. أعلى تصنيف لها في الزوجي كان المركز الـ 237 في سنة 2012.

## روابط خارجية
- جنيفر إيلي على موقع رابطة محترفات التنس (الإنجليزية)
- جنيفر إيلي على موقع الاتحاد الدولي لكرة المضرب (الإنجليزية)
- جنيفر إيلي على موقع خلاصة التنس.كوم (الإنجليزية)
- جنيفر إيلي على موقع إي إس بي إن.كوم (الإنجليزية)